# Scuole ebraiche di Roma
Le scuole ebraiche di Roma sono un istituto scolastico comprensivo paritario, gestito dalla Comunità ebraica di Roma.
L'istituto include tre diverse scuole ebraiche: la scuola elementare “Vittorio Polacco”, la scuola media “Angelo Sacerdoti” e il liceo "Renzo Levi". Quest'ultimo a sua volta include un indirizzo linguistico, uno scientifico e uno delle scienze umane.

## Storia

### La nascita della scuola paritaria ebraica
Le scuole elementari ebraiche di Roma vennero fondate nel 1924, a seguito dell'approvazione della Riforma Gentile, che reinseriva l'insegnamento della dottrina cattolica nelle scuole pubbliche, mettendo fine al modello scolastico laico che aveva contrassegnato l'età liberale. La nuova scuola venne fortemente voluta da Angelo Sacerdoti, rabbino capo di Roma dal 1912 al 1935, e da Giuseppe Recanati, presidente della Comunità Israelitica. Come sede venne individuato un palazzo in Lungotevere Sanzio 14, nel rione di Trastevere. L'edificio, progettato da Giovanni Battista Milani, era stato costruito tra 1911 e 1913 come sede del Collegio Rabbinico.
Nel 1928 la scuola fu intitolata al senatore ebreo Vittorio Polacco, da poco deceduto, che prima di morire si era fortemente impegnato contro la riforma e a favore della libertà religiosa. Nel 1935 venne formalmente parificata alle scuole pubbliche: ciò comportava una partecipazione statale del 10% alla spesa complessiva per lo stipendio degli insegnanti (e l'intera quota dei contributi previdenziali), ma anche una vigilanza statale sulla didattica. La Comunità rimase responsabile della scelta degli insegnanti, oltre che del pagamento dei loro stipendi e di tutta la logistica. Nel 1937, grazie a una raccolta fondi tra privati promossa da David Prato, il nuovo rabbino capo, vennero istituiti corsi estivi per gli alunni più poveri.

### Le leggi razziali
Il 5 settembre 1938 venne pubblicato il regio decreto che espelleva tutti gli alunni e gli insegnanti ebrei dalle scuole pubbliche del Regno. Si trattava di uno dei primi provvedimenti delle cosiddette "Leggi razziali", che introducevano anche in Italia la discriminazione degli ebrei già introdotta nel corso degli anni Trenta da diversi paesi, tra cui la Germania nazista.
Per la Comunità ebraica si pose da subito l'immediato problema logistico di come provvedere all'istruzione dei bambini e dei ragazzi della comunità. Da un veloce censimento fatto dalla Comunità (non del tutto affidabile per quanto riguarda i numeri precisi), risultò che nell'anno scolastico 1937-1938 vi erano stati 1066 alunni ebrei nelle scuole elementari e 511 nelle scuole medie, questi ultimi divisi in vari indirizzi: avviamento al lavoro, ginnasio, commerciali, liceo, istituto tecnico inferiore e superiore, magistrali inferiori e superiori. Tra gli alunni nelle scuole elementari, 519 risultavano aver frequentato le scuole ebraiche e 507 le scuole regie; tra gli alunni nelle scuole medie risultavano tutti aver frequentato le scuole pubbliche, tranne 40 ragazzi che avevano frequentato un corso di avviamento al lavoro gestito dalla Comunità.

#### Le scuole elementari
Il problema delle scuole elementari risultava quello di più facile risoluzione. La scuola elementare ebraica già esistente venne considerevolmente ampliata, passando a 700 alunni nell'anno scolastico 1938-1939. I locali vennero concessi dagli Asili Infantili Israelitici, un'altra istituzione dipendente dalla Comunità che già condivideva con la scuola elementare i locali di Lungotevere Sanzio. Le attività didattiche poterono così svolgersi senza interruzioni. La scuola rimase parificata, ma dall'anno scolastico 1939-1940 le sanzioni disciplinari al corpo insegnante passarono sotto la competenza statale.
L'allargamento della scuola elementare "Vittorio Polacco" tuttavia non bastò a accogliere tutti i bambini ebrei. Molti di loro quindi frequentarono delle apposite sezioni ebraiche create nelle scuole pubbliche, il cui insegnamento aveva generalmente luogo al pomeriggio (facevano eccezione le sezioni che si trovavano in plessi riservati), per evitare qualsiasi contatto con i bambini "ariani". Inoltre l'allargamento comportò un considerevole aumento dei costi per la Comunità, con un bilancio levitato a 1 865 516 lire, nonostante le classi fossero molto numerose (si arrivava anche a 40 bambini). Dall'anno scolastico 1939-1940 si impose la necessità di risparmiare 50 000 lire, e si decise pertanto di scendere nuovamente a 400 alunni. Gli alunni accettati sarebbero stati quelli residenti nei rioni del centro (Regola, Campitelli e Trastevere), con eccezioni per i figli dei dipendenti della Comunità e per gli ebrei stranieri. Diversi genitori tentarono allora di sostenere che i loro figli vivevano presso parenti in questi quartieri. Alla fine i bambini iscritti alla scuola elementare ebraica risulteranno 505, di cui però solo 424 frequentanti. Negli anni successivi questo numero si manterrà stabile, fatta eccezione per l'anno scolastico 1942-1943, quando nella terza elementare si superarono le 80 iscrizioni, portando alla costituzione di tre classi terze. Gli altri bambini ebrei frequentarono le sezioni riservate nelle scuole pubbliche: la «Enrico Pestalozzi» a via Montebello, la «Michele Bianchi» alla Garbatella, la «Felice Venezian» in via Portico d'Ottavia, la «Umberto I» in via Cassiodoro, la «IV Novembre» in via Alessandro Volta, la «Federico Di Donato» in via Nino Bixio. Nella «Michele Bianchi», a causa dello scarso numero di alunni, vennero costituite appena due sezioni pluriclassi.
Per i ragazzi che frequentavano le scuole pubbliche la Comunità continuò comunque a preoccuparsi della refezione e dell'insegnamento religioso. Il problema della refezione aveva da un lato una dimensione religiosa: si voleva permettere ai bambini e alle famiglie di seguire i precetti alimentari ebraici del Casherut. Dall'altro lato aveva una dimensione assistenziale: si voleva infatti aiutare le famiglie fornendo ai bambini almeno un pasto caldo al giorno. Per questo motivo il problema era maggiormente pressante nelle scuole dei quartieri popolari, come alla Garbatella. Abbandonata l'idea di costituire un doposcuola, l'Ispettore scolastico della Comunità, Luigia Toscano, esplorò vale opzioni, per optare infine per la fornitura dei pasti dalla mensa scolastica "cristiana" nei tre giorni in cui venivano serviti piatti compatibili con le norme ebraiche, e per una "refezione fredda" negli altri due. Attività assistenziali a favore dei bambini più poveri frequentanti le scuole pubbliche vennero svolte anche per quanto riguardava la fornitura di libri e cancelleria nelle sezioni ebraiche della Garbatella, di Testaccio e dell'Esquilino.
L'insegnamento religioso nelle sezioni ebraiche delle scuole pubbliche risultò di più difficile realizzazione. Se infatti gli insegnanti (cinque in tutto) erano scelti e pagati dalla Comunità ebraica, tuttavia era necessario ogni anno il consenso del Regio Ispettorato dell'Urbe. L'insegnamento religioso ebraico nelle scuole pubbliche risulta perciò aver avuto avvio soltanto a partire dal febbraio 1940. Tra frequenti interruzioni, alla fine dell'anno scolastico le ore di lezioni effettuate in ogni classe risulteranno appena una decina. Negli anni scolastici del 1941-1942 e del 1942-1943 l'insegnamento religioso risulta aver avuto luogo, con docenti scelti tra gli studenti del Collegio Rabbinico.

#### Le scuole medie
Rispetto alle scuole elementari, per l'organizzazione delle scuole medie si dovette invece partire da zero. Non vi erano infatti né scuole ebraiche preesistenti, né erano previste sezioni ebraiche nelle scuole pubbliche. Ben presto si costituirono due comitati di genitori. Il primo, laico, chiedeva la costituzione di scuole il più possibili simili a quelle pubbliche, temendo l'influenza "sionista" dei rabbini, e l'istituzione di scuole "spiccatamente clericali ebraiche... con l'insegnamento religioso ebraico obbligatorio, con la separazione netta dagli altri mercé la voluta astensione sabbatica... che allontanerà sempre più dal mondo italiano fascista la nostra prole". Il secondo era invece raccolto attorno al rabbino Prato, su posizioni sioniste.
L'avvocato Aldo Ascoli, presidente della Comunità Israelitica, riuscì infine a mediare tra i due comitati, ottenendone la fusione in un comitato unico, il "Comitato per la Scuola Media Israelitica di Roma", presieduto dal colonnello Alessandro Passigli. La prima preoccupazione fu l'individuazione di una sede: la scelta cadde su una villa in via Celimontana, che venne affittata. L'ingegnere Romeo Di Castro si occupò dei lavori strutturali di adattamento all'uso scolastico, mentre gli arredi vennero realizzati da una falegnameria posseduta da un ebreo. In poche settimane i lavori furono conclusi e le attività didattiche poterono iniziare già il 20 novembre 1938. Gli alunni erano circa 400, suddivisi su vari indirizzi, gli insegnanti erano 40, reclutati (come anche i bidelli) tra coloro che erano stati licenziati dalle scuole pubbliche. Tra questi insegnanti vi furono anche Emma Castelnuovo e Ugo Della Seta. Il preside venne invece nominato dall'ENIM, l'Ente Nazionale per l'Insegnamento Medio, un ente pubblico preposto alla vigilanza sulle scuole private e a cui si decise di "associare" la scuola. La scelta cadde su un "non israelita", il professore Nicola Cimmino. Sul piano religioso venne raggiunto un compromesso: la scuola non sarebbe stata di tipo strettamente confessionale, e pertanto non vi sarebbe stata una preghiera prima dell'inizio delle lezioni. Vi sarebbe però stato un insegnamento della religione ebraica di due ore settimanali da parte di insegnanti nominati dal rabbino (che tra le altre cose manteneva il potere di ordinare "ispezioni", come fece nel gennaio 1940 il nuovo rabbino, Israel Zolli), oltre a un insegnamento facoltativo della lingua ebraica. Infine la scuola sarebbe rimasta chiusa al sabato, che per gli ebrei costituisce il giorno festivo dello shabbat.
La costituzione della scuola venne formalmente approvata dal Consiglio della Comunità israelitica il 12 dicembre 1938. La scuola media veniva istituita formalmente dalla Comunità, il cui Consiglio avrebbe nominato un Comitato di 9 membri incaricato della gestione patrimoniale della scuola, in accordo con ENIM. A capo del nuovo comitato venne riconfermato il colonnello Passigli. Anche se la scuola era posseduta dalla Comunità, in realtà, a differenza che per le scuole elementari, i fondi necessari per la sua gestione provenivano interamente dalle tasse scolastiche e da offerte da privati. L'Unione delle Comunità Ebraiche Italiane dal canto suo mise a disposizione borse di studio per gli alunni delle scuole medie bisognosi (in primo luogo i ragazzi dell'Orfanotrofio Israelitico).
Nel secondo anno scolastico il numero di alunni rimase sostanzialmente stabile (403). I corsi presenti erano ginnasio, liceo, istituto magistrale inferiore e superiore, istituto tecnico inferiore e superiore, avviamento. Il villino di via Celimontana si rivelò insufficiente a ospitare tutti i corsi, e perciò la scuola chiese ottenne dalla Comunità ebraica l'utilizzo gratuito di alcuni locali in via Balbo (precedentemente occupati dal pensionato rabbinico) per le attività dell'istituto tecnico. Nell'ottobre 1939 tuttavia vi fu il tentativo di ridiscutere uno dei temi che erano già stati al centro della discordia tra i due comitati l'anno precedente, vale a dire la sospensione didattica al sabato. A fronte dell'oggettiva difficoltà nel concentrare in 5 giorni le attività didattiche che le scuole statali svolgevano in 6, il Comitato scolastico propose di svolgere le lezioni anche al sabato. Tale ipotesi incontrò tuttavia l'opposizione della Giunta della Comunità (pur con alcune posizioni favorevoli anche dentro quest'ultima), sia quella del Consiglio.
Alla fine dell'anno scolastico 1939-1940 si ripropose il problema degli spazi insufficienti per la scuola media. Scartata l'idea di togliere aule alla scuola elementare "Vittorio Polacco", si decise di utilizzare altri locali dell'Asilo Infantile. La spinta a creare nuovi indirizzi nelle scuole medie aveva diverse origini. Da un lato Ascoli e altri dirigenti tentarono sia nel settembre 1940 che nell'aprile 1941 di introdurre nuovi corsi di avviamento professionale. Essi tentavano di convincere i genitori dell'inutilità di studi liceali, che, a causa del divieto per gli ebrei di frequentare le università, non erano in alcun modo spendibili sul mercato del lavoro, e dell'utilità di preparare i propri figli all'esercizio di professioni agricole o artigiane. Dall'altro lato però la volontà maggioritaria tra i genitori era evidentemente opposta, e si tradusse nell'istituzione di un nuovo indirizzo di liceo scientifico nell'anno scolastico 1941-1942. Il problema del mancato accesso all'università venne infine affrontato in un'altra maniera: nel novembre 1941 il nuovo presidente della Comunità, Ugo Foà, comunicò la costituzione di un comitato, presieduto dal presidente del UCEI, volto a organizzare "corsi integrativi" di carattere tecnico-scientifico e economico-commerciale. È in questo contesto che nei locali di Lungotevere Sanzio nascerà un'"università clandestina" coordinata da Guido Castelnuovo.
Per tutta la durata dell'esistenza delle scuole medie la condizione finanziaria rimase comunque precaria, condizione che si ripercosse direttamente sul corpo insegnante. I docenti infatti non erano assunti regolarmente, ma di anno in anno a inizio anno scolastico. Ciò comportava non solo che il loro contratto dipendesse dal fatto che quell'anno il loro insegnamento fosse confermato o meno, ma anche che non venivano pagati nei periodi di vacanza scolastica. Nel maggio 1942 una delegazione di insegnanti si rivolse al segretario del Comitato scolastico chiedendo un contratto di ruolo e garanzie su malattia e dimissioni. L'unica concessione però fu l'assegnazione ai docenti di un bonus di venticinquemila lire, anche grazie a un contributo della Comunità israelitica. L'anno successivo vennero rifatte le stesse richieste, col medesimo esito della sola concessione del bonus. Nell'estate 1943 si decise di predisporre una graduatoria degli insegnanti e di istituire il ruolo di insegnante supplente. Il nuovo anno scolastico tuttavia non inizierà mai a causa dell'occupazione tedesca di Roma dopo l'8 settembre 1943 e del successivo inizio dell'Olocausto anche in Italia.

### La persecuzione e il salvataggio
Dopo il rastrellamento del ghetto di Roma del 16 ottobre 1943, Elena Scazzocchio Ravenna, moglie del rabbino Alfredo Ravenna e direttrice della scuola elementare "V. Polacco", si adoperò per garantire, per quanto possibile, la salvezza dell'istituto. Tutto il materiale scolastico poté essere salvato perché trasportato nei magazzini della Società Cirio, per cortese intercessione di Concetta (Titina) Russo, dipendente della società e amica della direttrice.
La stessa Ravenna si accordò con le Suore di San Giuseppe di Chambéry al Casaletto (Roma) affinché alcune consorelle si insediassero nella scuola perché non rimanesse vuota e in balìa degli occupanti. La dott.ssa Levi, che fu compagna di camera della direttrice nel Convento e poi negli anni successivi segretaria del Capo Rabbino di Roma Elio Toaff, così ricordava gli avvenimenti:
"...Fu la stessa Signora Ravenna a mettersi in contatto con le Suore Giuseppine, perché si insediassero nella scuola impedendone così l'occupazione da parte dei nazi-fascisti...".
Le suore Giuseppine gestivano un educandato per bambine e ragazze. Così, la direttrice si accordò con loro perché accogliessero donne e bambine della Comunità israelitica. Pertanto, nel convento trovarono rifugio una trentina di bambine, quasi tutte allieve della Scuola Polacco, e a loro si unirono anche la Ravenna stessa, sua madre, sua figlia e una sua sorella, ed anche altre ragazze e adulte ebree. Con ciò si venne a formare nel convento una piccola comunità ebraica. La direttrice continuò i suoi insegnamenti anche nel convento, assicurandosi che tutte le sere le bambine recitassero lo Shemà e celebrassero le feste religiose. 
Qualche giorno prima della festa di Purim, insieme a due custodi, la direttrice Ravenna si recò alla scuola, non ancora occupata dalle Suore, e prelevò tutti i giocattoli, residui di altre feste scolastiche, per portarli al Casaletto. La festa di Purim fu celebrata all'interno del Convento, nella cameretta della direttrice, tutta adorna per l’occasione, alla presenza di tutte le bimbe ricoverate e di qualche suora. I giocattoli furono distribuiti con le ‘orecchie di Aman’, dolci tradizionali della festa, che la Ravenna aveva precedentemente preparato.
Nel 1997 le suore Giuseppine, la Madre Superiora Emerenziana (Anna Bolledi) e la Madre Ferdinanda (Maria Corsetti), sono state riconosciute Giuste fra le nazioni dall'istituto Yad Vashem (Gerusalemme).

### Il dopoguerra
Il 4 giugno 1944 Roma veniva liberata dalle armate alleate guidate dal generale Clark. Gli ebrei sopravvissuti allo sterminio poterono quindi riavviare le attività della Comunità, in uno scenario in cui moltissimi superstiti avevano perso ogni cosa. In questo contesto si sviluppò inizialmente un dibattito sull'opportunità di riaprire la scuola elementare o se inviare i bambini ebrei nelle scuole pubbliche, per segnare la fine delle politiche di segregazione razziale. Alla fine prevalse però l'idea di riavviare la scuola, i cui locali nel frattempo già nel giugno del 1944 erano stati sgomberati dalle suore con l'aiuto dei soldati della Brigata Ebraica, giunti a Roma con gli altri militari alleati. L'edificio salvo e i materiali conservati nei magazzini della Cirio permisero la regolare riapertura della scuola già nel novembre del 1944.

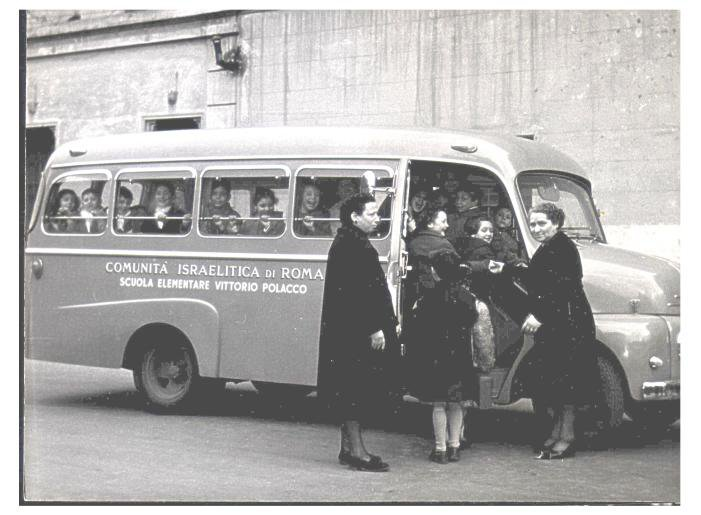
Pulmino della scuola. Sulla destra in piedi, la direttrice Ravenna.

Gli alunni erano 450 (in seguito aumenteranno fino a 600), dai 6 ai 14 anni, i maestri erano 24. I soldati della Brigata Ebraica aiutarono a ripristinare la didattica e introdussero l'insegnamento dell'ebraico moderno. Il mantenimento in attività della scuola costituirà per la Comunità uno dei principali problemi da affrontare per questi primi anni, con diverse tensioni sia di ordine didattico/culturale (ad esempio riguardo l'insegnamento dell'ebraico), sia di ordine finanziario, con diverse proteste da parte degli insegnanti che sfoceranno anche in scioperi. La scuola inoltre fu una delle prime istituzioni comunitarie a riaprire, divenendo quindi un punto di riferimento anche per attività assistenziali.
Nel 1953 venne riaperta anche la scuola media, intitolata a Angelo Sacerdoti. Nel 1954 il palazzo di Lungotevere Sanzio venne dichiarato pericolante. La scuola elementare venne così temporaneamente trasferita in parte nell'Oratorio di Castro di via Balbo, in parte in un fabbricato in via dei Villini. Nel 1956 vennero avviati i lavori di demolizione del vecchio palazzo di Lungotevere Sanzio, sostituito da una scuola costruita ex novo nello stesso sito e inaugurata il 9 novembre 1958. Nel 1973 poi, anche grazie all'impulso del rabbino capo dell'epoca Elio Toaff, nacque anche un liceo ebraico, intitolato a Renzo Levi.